# Michael Maniaci
Michael Maniaci (Cincinnati, Ohio, 3 de mayo de 1976) es un soprano masculino célebre por su inusual habilidad de cantar en el registro de una soprano sin usar falsete. La mayoría de los hombres que poseen esta habilidad la han obtenido como resultado de un desbalance hormonal, pero por razones aún desconocidas la laringe de Maniaci no se desarrolló haciendo que su voz no cambiara de forma habitual. Esta anomalía fisiológica le ha dado a Maniaci la habilidad de cantar en el registro de una soprano sin sonar como un típico contratenor o una mujer. Por esta razón, muchos pedagogos profesionales en la educación vocal consideran la voz de Maniaci como algo único entre los contratenores, y la comparan con las voces de los castrados del pasado.
Maniaci se está convirtiendo en una presencia importante en el ambiente musical internacional, habiendo aparecido en papeles estelares en compañías como la Ópera del Metropolitan, La Fenice, y Opera Norte. Se le conoce mayormente por cantar trabajos de Händel, Mozart y Monteverdi.

## Educación y Carrera
Michael Maniaci se graduó en el Conservatorio de Música de Cincinnati con un título en Actuación Vocal para luego ir a la Academia Juilliard de música donde se graduó con una Maestría en Desarrollo Vocal. Maniaci recibió atención por primera vez cuando recibió la medalla de bronce en la Competición Internacional de Opera Rosa Ponselle de 1997. Luego comenzó a tener experiencia con varios prestigiosos programas para jóvenes artistas estadounidenses tales como el Wolf Trap Opera, el programa para jóvenes estadounidenses de Glimemerglass Opera, el Aspen Opera Theater y el Festival de Música de Tanglewood. En 1999 ganó la competición de Houston Grand Opera. Fue el ganador de la Beca de Estudio de Sara Tucker en 2002 y la Beca-Carrera de la Fundación Shoshana.
En la temporada de 2001-2002, Maniaci hizo su debut en el Carnegie Hall en los Salmos de Chichester con la Orquesta de San Lucas, cantó el papel de Nerone en La coronación de Popea para el Opéra Atélier de Toronto, y el papel titular en Serse con la Opera Wolf Trap. En la temporada 2002-2003, Maniaci hizo su debut Europeo como Ulises en la obra de Händel Deidamía con el Festival Internacional Goettingen de Händel, su debut en la Opera de Nueva York con el papel de duende de arena en Hansel y Gretel, y su regreso a la Opera Glimmerglass como Medoro en la obra de Händel Orlando. En la temporada 2003-2004, Maniaci cantó Nerone en La coronación de Popea con la Opera Teatro de Chicago (la cual marcó el comienzo del nuevo teatro de la compañía), y con la Opera de Cleveland. También cantó el rol titular en Orestes de Händel con El Centro Operático Juilliard, y en la Ópera Glimmerglass apareció como Tirinto en Imeneo de Händel. Ese mismo año, Maniaci ganó Consejo Nacional de Audiciones de la Metropolitan Opera de 2003.
En el 2004, Maniaci representó el papel de Querubino en la obra de Mozart Las Bodas de Fígaro con la Pittsburgh Opera. Esta fue la primera vez que el papel fue representado por un hombre en Estados Unidos. En el 2005, Maniaci hizo sus actuaciones debut con la Santa Fe Opera cantando el rol de Lucio Cinna en oposición del Cecilio de Susan Graham en obra de Mozart Lucio Silla y si debut con la Royal Danish Oopera. En el 2006, Maniaci hizo su debut en la Metropolitan Opera en el rol de Nireno en la obra de Händel Julio César en Egipto. En el 2007, hizo su debut con la Opera North como Atis en Las Fortunas del Rey Creso y con La Fenice en el rol de Armando en la obra de Meyerbeer titulada Il crociato in Egitto. También en 2007, Maniaci regresó a la Glimmerglass Opera para realizar el rol titular en Orfeo y Eurídice de Gluck.
En el 2008, Maniaci está programado para actuar en el rol de Idamante en la obra de Mozart Idomeneo re di Creta con la Opera Atelier. En el 2009, Maniaci aparecerá en Eliogabalo de Cavalli con la Grange Park Opera y en el 2010 en la obra de Martín y Soler L'arbore de Diana en el Gran Teatro del Liceo de Barcelona.
En el 2010, Maniaci originará el rol de Xiao Ching en la premier mundial de la ópera de Zhou Long Madame White Snake con la Opera Boston y el Festival de Música de Pekín.
Maniaci también ha tenido una programación concertística muy prolífica. Sus apariciones orquestales han incluido a Tafelmusik, la New Holland Baroque Orchestra, el Bridgehampton Chamber Music Festival, y una gira con la Academie Baroque de Montréal a lo largo de Canadá y Alemania. Maniaci también ha cantado con la Boston Baroque y ha estado de gira por toda Asia con la Shanghái Opera Orchestra. También se le ha escuchado en concierto con la Ópera de Montreal y en el Festival de Música Contemporánea de Tanglewood.

## Grabaciones
- Meyerbeer: Il crociato in Egitto (Michael Maniaci, Patrizia Ciofi, Marco Vinco, Laura Polverelli, Fernando Portari, Iorio Zennaro, Silvia Pasini, Luca Favaron, Emanuele Pedrini; Orchestra and Chorus of Teatro La Fenice; Conductor: Emmanuel Villaume).  Dynamic  DV 33549 DVD